# Daniel Davis
Daniel Davis (ur. 26 listopada 1945 w Gurdon) − amerykański aktor.
Szerokiej publiczności znany jest z roli kamerdynera Nilesa w popularnym serialu komediowym Pomoc domowa. Pojawił się również gościnnie w wielu innych znanych serialach telewizyjnych. Pojawiał się również w produkcjach filmowych, zagrał m.in. w Polowaniu na Czerwony Październik (1990; reż. John McTiernan).

## Filmografia
Role filmowe:
- K-9 (1989) jako Halstead
- Polowanie na Czerwony Październik (1990) jako kmdr Charlie Davenport
- Hawana (1990) jako Marion Chigwell
- Prestiż (2006) jako sędzia

Występy w serialach telewizyjnych:
- Dynastia (1981−1989) jako Harry Thresher (gościnnie)
- Zdrówko (1982−1993) jako pan Reinhardt (gościnnie)
- Detektyw Remington Steele (1982−1987) jako Pierre Fumar (gościnnie)
- Cagney i Lacey (1982−1988) jako Arthur Cole (gościnnie)
- Hardcastle i McCormick (1983−1986) jako Joey Kello (gościnnie)
- Drużyna A (1983−1987) jako Phillips (gościnnie)
- Autostrada do nieba (1984−1989) jako Lance Gaylord (gościnnie)
- MacGyver (1985−1992) jako Nicholas Helman (gościnnie)
- Prawnicy z Miasta Aniołów (1986−1994) jako C. Howard Grady (gościnnie)
- Star Trek: Następne pokolenie (1987−1994) jako profesor James Moriarty (gościnnie)
- Columbo jako Alex Varrick (gościnnie w odc. pt. Nie czas na umieranie z 1992)
- Frasier (1993−2004) jako dr Shaffer (gościnnie)
- Pomoc domowa (1993−1999) jako Niles
- Kancelaria adwokacka (1997–2004) jako sędzia Barton Wolfe (gościnnie)
- Brzydula Betty (2006−2010) jako dr Morgan Remus (gościnnie)